# Изумирање (филм)
Изумирање (енгл. Extinction) је хорор филм из 2015. године. Режију потписује Мигел Анхел Вивас, по сценарију који је написао с Албертом Маринијем, док главне улоге тумаче Метју Фокс и Џефри Донован. У будућности после апокалипсе, три преживела људска бића се суочавају са проблемима из своје прошлости, као и са расом зомбија.

## Радња
Девет година након што је инфекција претворила већину људског друштва у бесна бића, Патрик, Џек и деветогодишња девојчица Лу преживљавају у релативном миру у како се чини заборављеном граду прекривеном снегом. Између Патрика и Џека се тензије могу сећи ножем, очито је да их раздваја нека дубока мржња. Али када се заражени поново појаве, Патрик и Џек ће бити приморани све „несугласице” оставити са стране да би могли заштитити једино биће које им обојици значи више од њих самих.

## Улоге
| Глумац        | Улога    |
| ------------- | -------- |
| Метју Фокс    | Патрик   |
| Џефри Донован | Џек      |
| Квин Маколган | Лу       |
| Валерија Веро | Ема      |
| Алекс Хафнер  | Левински |
| Клара Лаго    | Ен       |